# Ambleteuse
Ambleteuse is een gemeente in het Franse departement Pas-de-Calais (regio Hauts-de-France). De plaats maakt deel uit van het arrondissement Boulogne-sur-Mer.  Ambleteuse telde op 1 januari 2022 2.010 inwoners.

## Geschiedenis
Ambleteuse werd voor het eerst vermeld in de 8e eeuw als Amfleat, wat op Saksische oorsprong duidt en rivier of baai betekent.
In de Romeinse tijd was er enige havenactiviteit. Ambleteuse bestond aanvankelijk uit een verzameling hutjes in de duinen. In 1209, toen Ambletene tot het graafschap Boulogne behoorde, kreeg de plaats van Reinoud van Dammartin enige privileges. Later kwam het in Engelse handen en Hendrik VIII liet er twee versterkingen bouwen, die echter in 1549 door Frankrijk werden veroverd. De Engelse koning Jacobus II die zijn land ontvluchten moest, kwam hier aan land.
In 1680 werd te Ambleteuse het Fort Mahon gebouwd, ontworpen door Vauban. Het is het enige fort aan de kust dat behouden is. Omstreeks 1803 was het Napoleon Bonaparte die een haven in de monding van de Slack liet aanleggen in het kader van plannen voor de invasie van Engeland.
Vanaf omstreeks 1880 begon Ambleteuse zich te ontwikkelen tot badplaats voor rijke burgers uit Rijsel en Parijs. In de baai van de Slack ontwikkelde zich in dezelfde tijd de oesterteelt.
Tijdens de Tweede Wereldoorlog verrezen ook hier tal van bunkers van de Atlantikwall.

## Bezienswaardigheden
- Fort Mahon
- De Sint-Michielskerk
- Diverse villa's werden geklasseerd als monument historique.
- Begraafplaats van Ambleteuse
- De Sint-Pieterskapel is een bedevaartplaats. Hier is een bron en zou het lijk van Sint-Pieter van Ambleteuse, na een scheepsramp, in 606 zijn aangespoeld.

## Geografie
De gemeente ligt aan de Opaalkust. Het riviertje de Slack mondt uit in zee in Ambleteuse. Hier is een baai met een moerasgebied achter de duinen, en daar ligt ook het Réserve naturelle régionale du pré communal d'Ambleteuse, een voormalige gemeenteweide. De oppervlakte van Ambleteuse bedroeg op 1 januari 2022 5,45 vierkante kilometer; de bevolkingsdichtheid was toen 368,8 inwoners per km². De hoogte ligt tussen 0 en 77 meter.

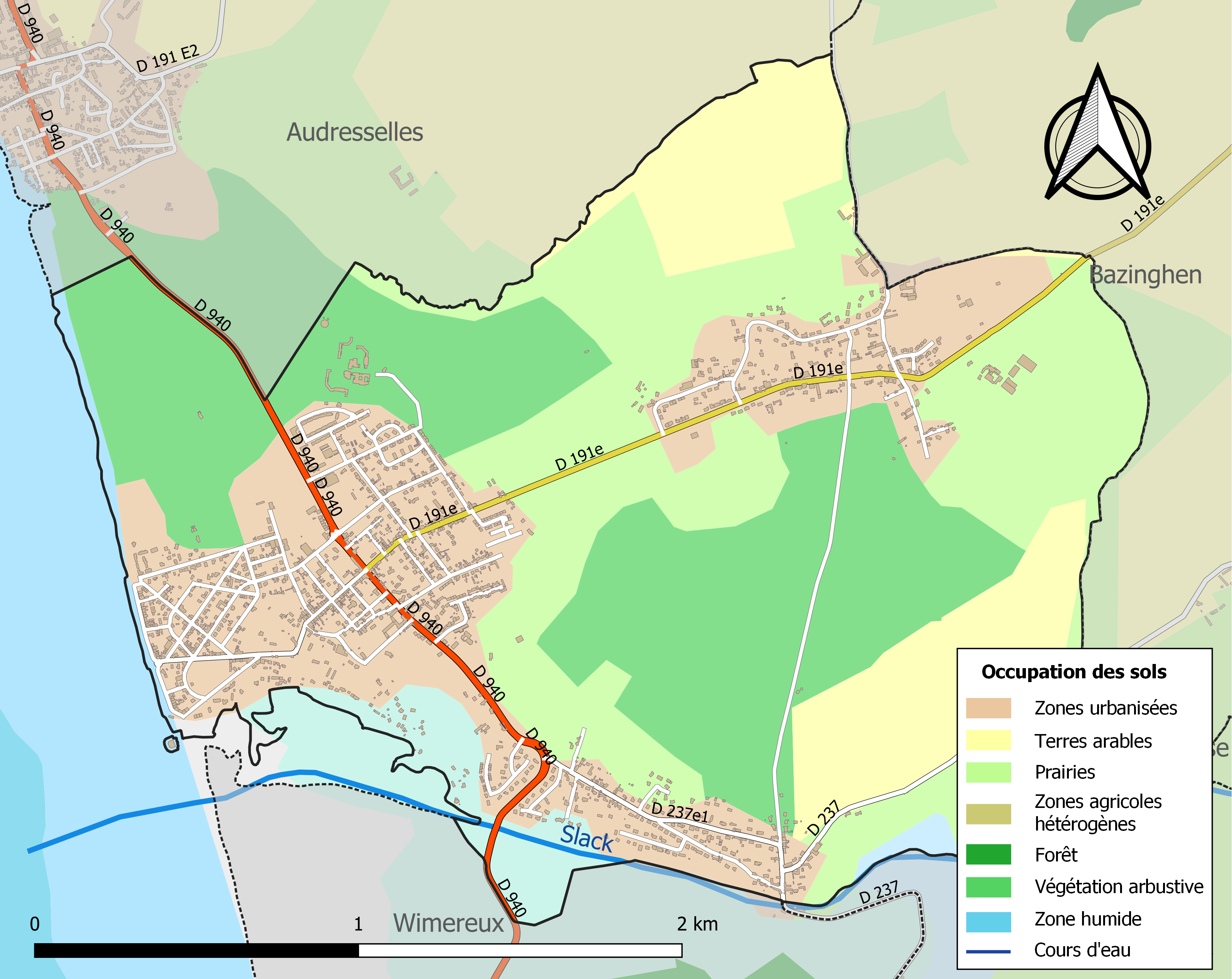
Kaart van de gemeente met belangrijkste infrastructuur, bodemgebruik en omliggende gemeenten

## Demografie
Onderstaande figuur toont het verloop van het inwonertal (bron: INSEE-tellingen).

## Economie
Ambleteuse is een badplaats die daarnaast ook natuurschoon biedt. Het toerisme vormt een belangrijke bron van inkomsten. 

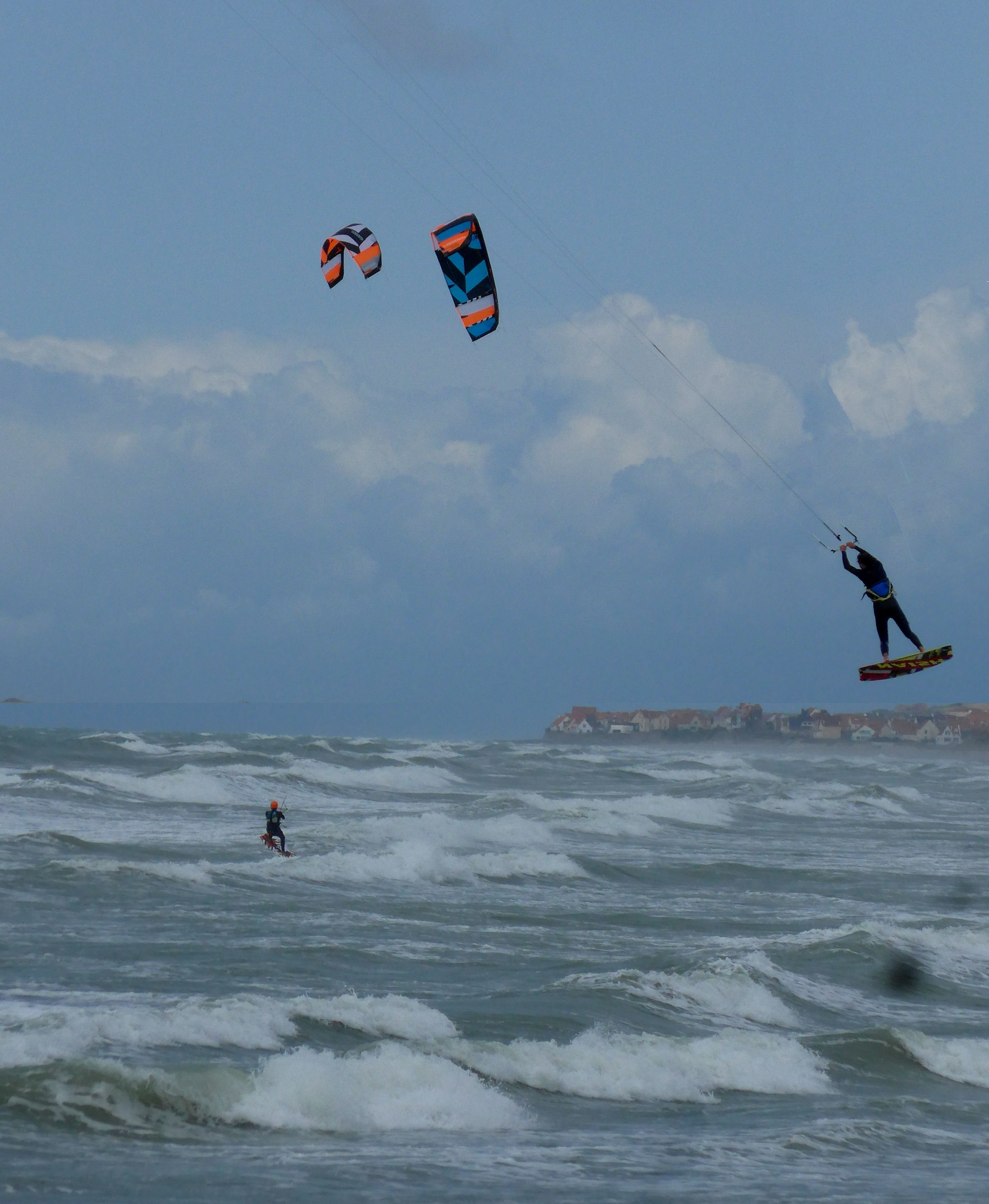
kite surfing Ambleteuse
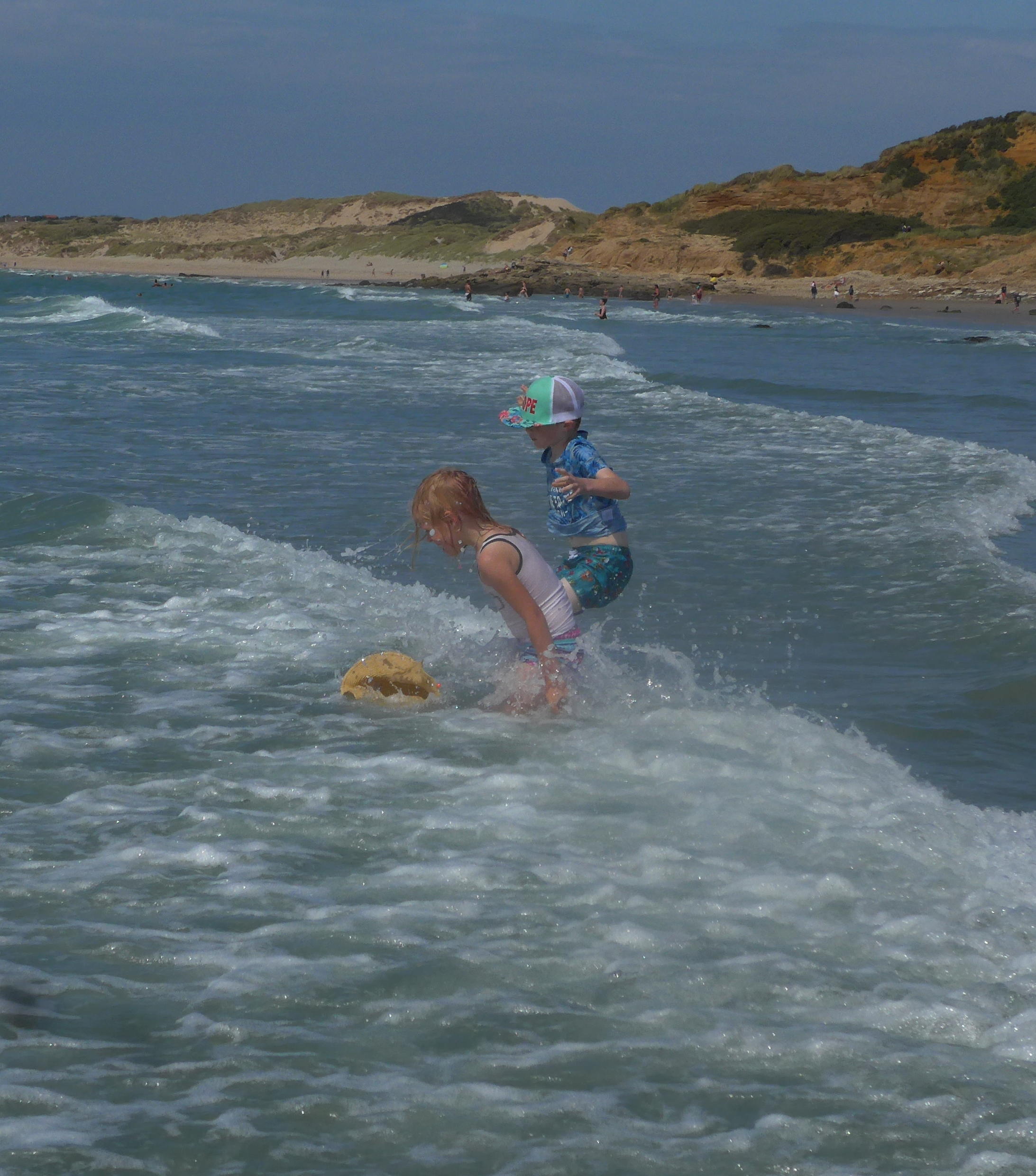
Strand bij Dunes de la Slack bij Ambleteuse
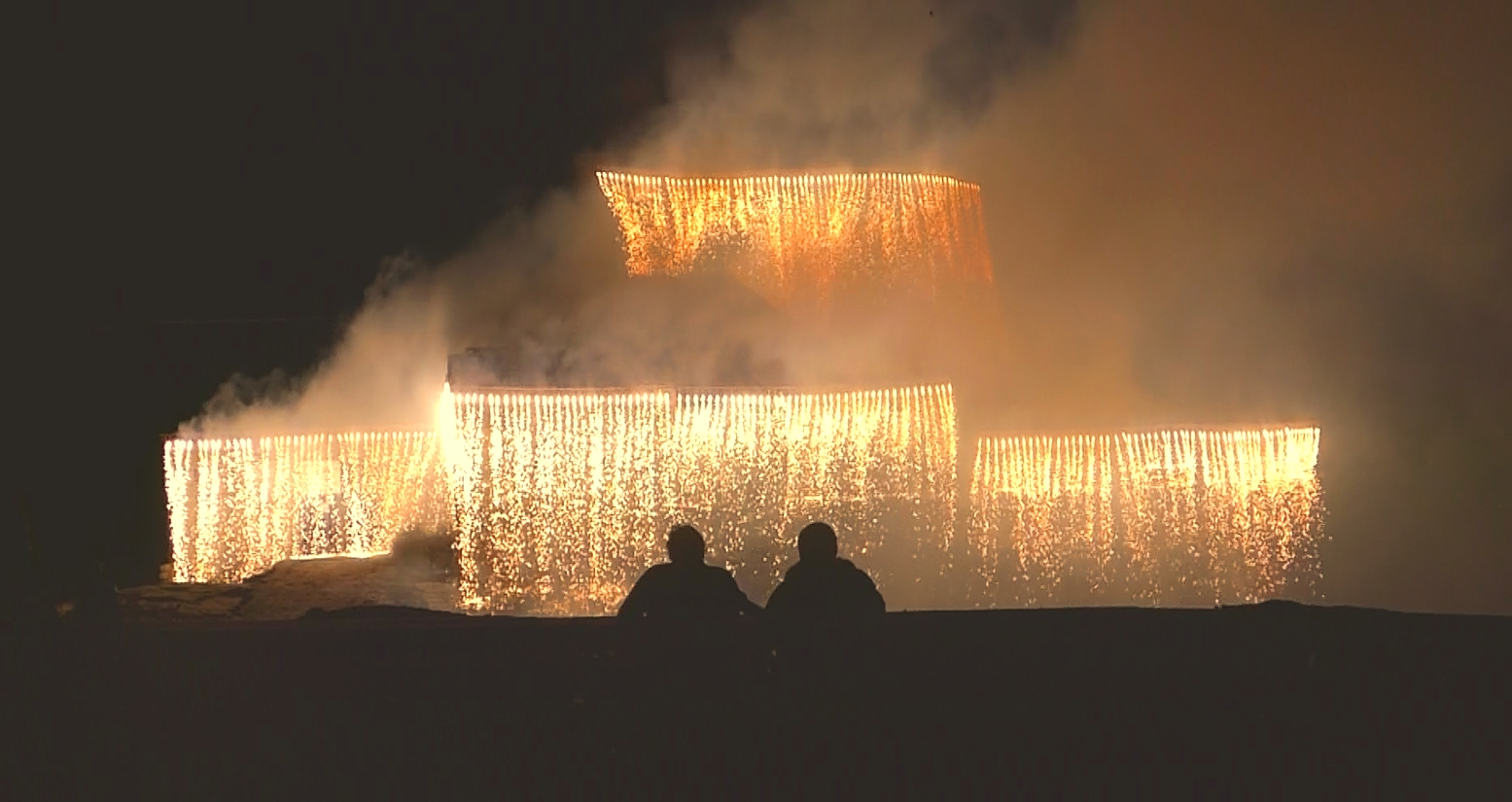
Vuurwerk op fort d'Ambleteuse
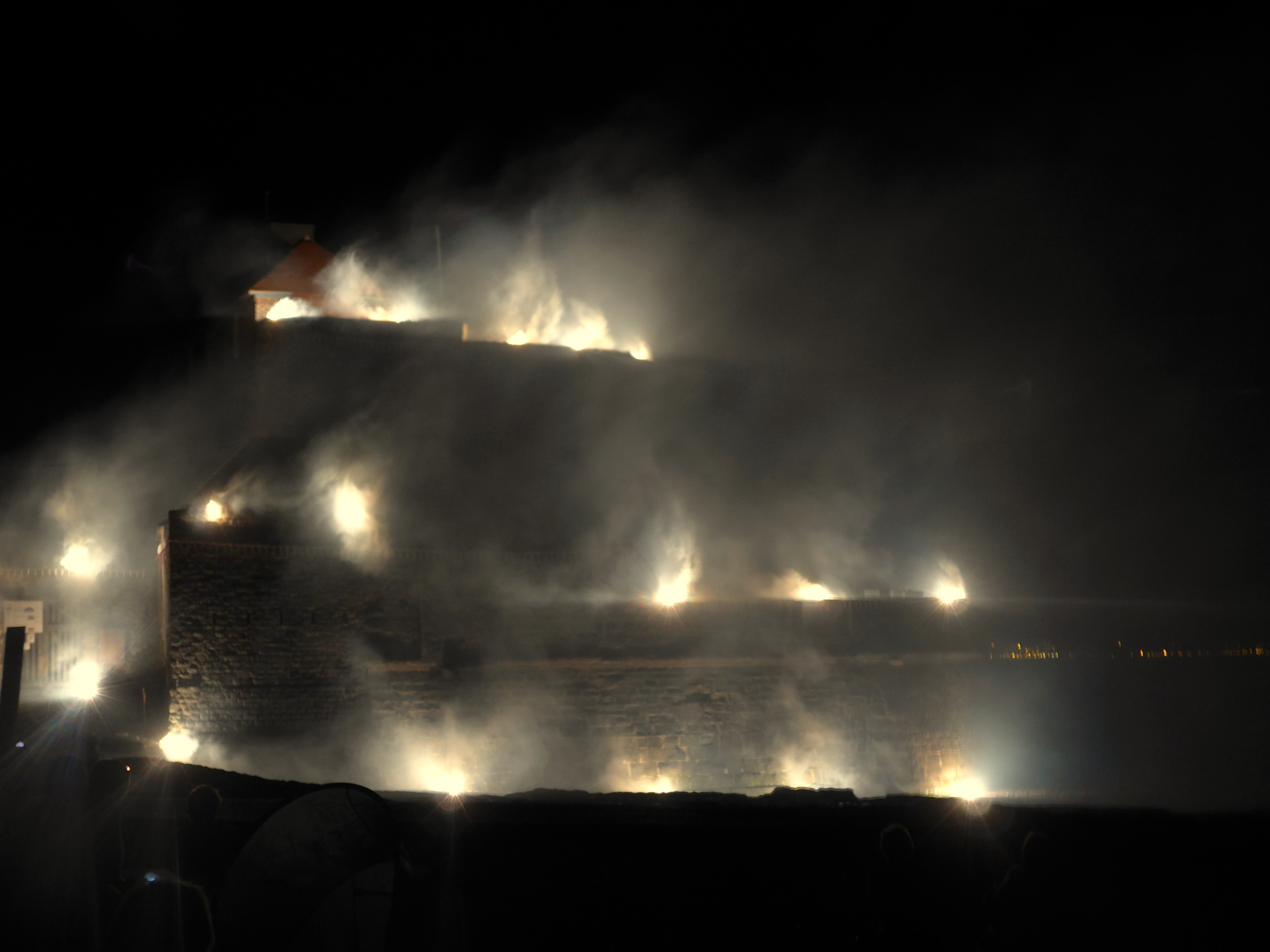
Vuurwerk
- Vuurwerk in Ambleteuse, Frankrijk

Het aantal toeristen in de regio stijgt gestaag, 16,3 miljoen bezoekers in 2015, geregistreerd in de ongeveer 600 toeristische voorzieningen in Nord en Pas-de-Calais. Een stijging van 2,3% ten opzichte van 2014, ook in 2016 blijft het aantal bezoekers stijgen. Het aantal buitenlandse klanten steeg met 22% tussen 2014 en 2015, de top 4 nationaliteiten zijn: Belgen, Britten, Nederlanders en Duitsers.

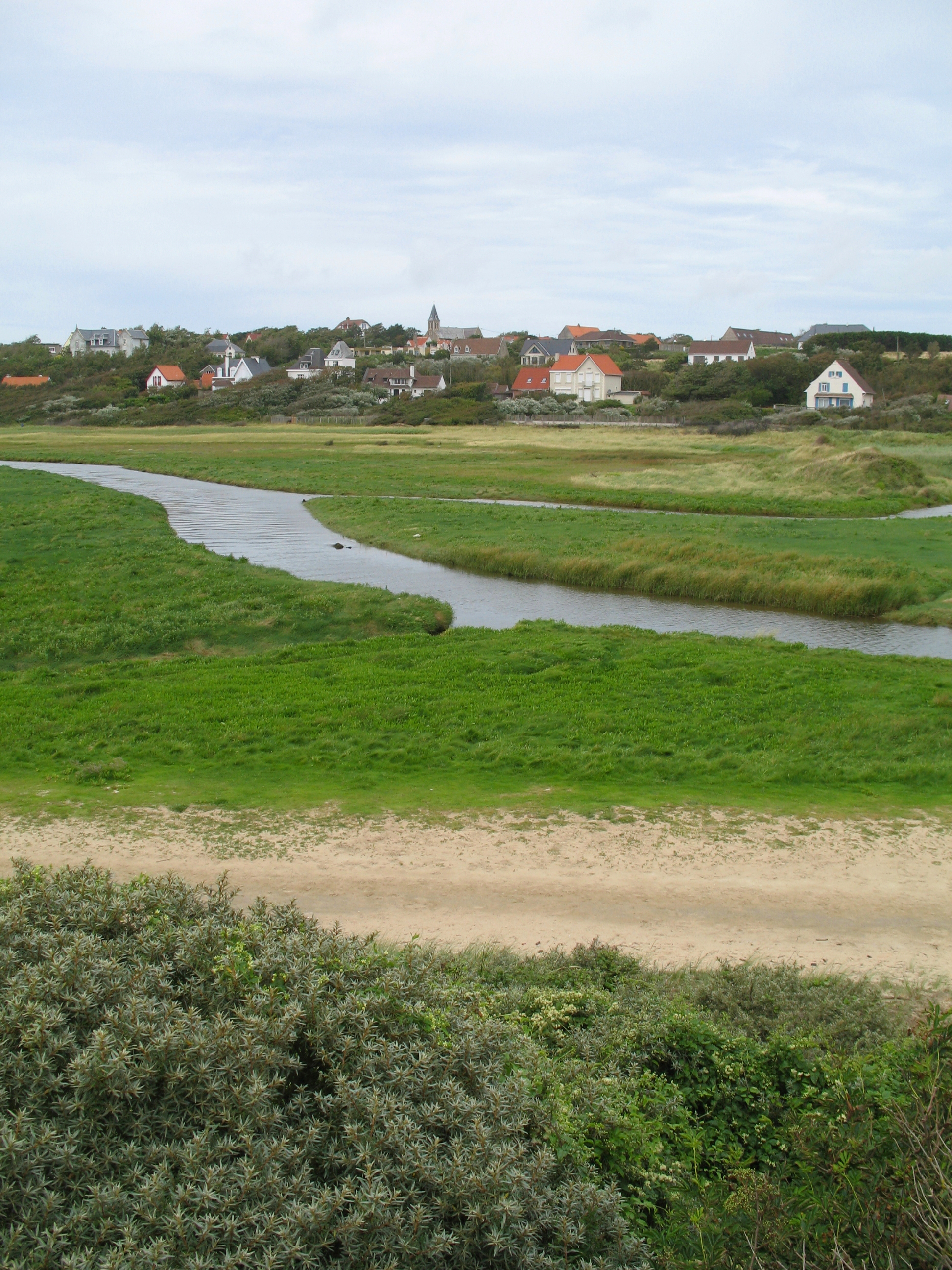
Ambleteuse en het riviertje de Slack

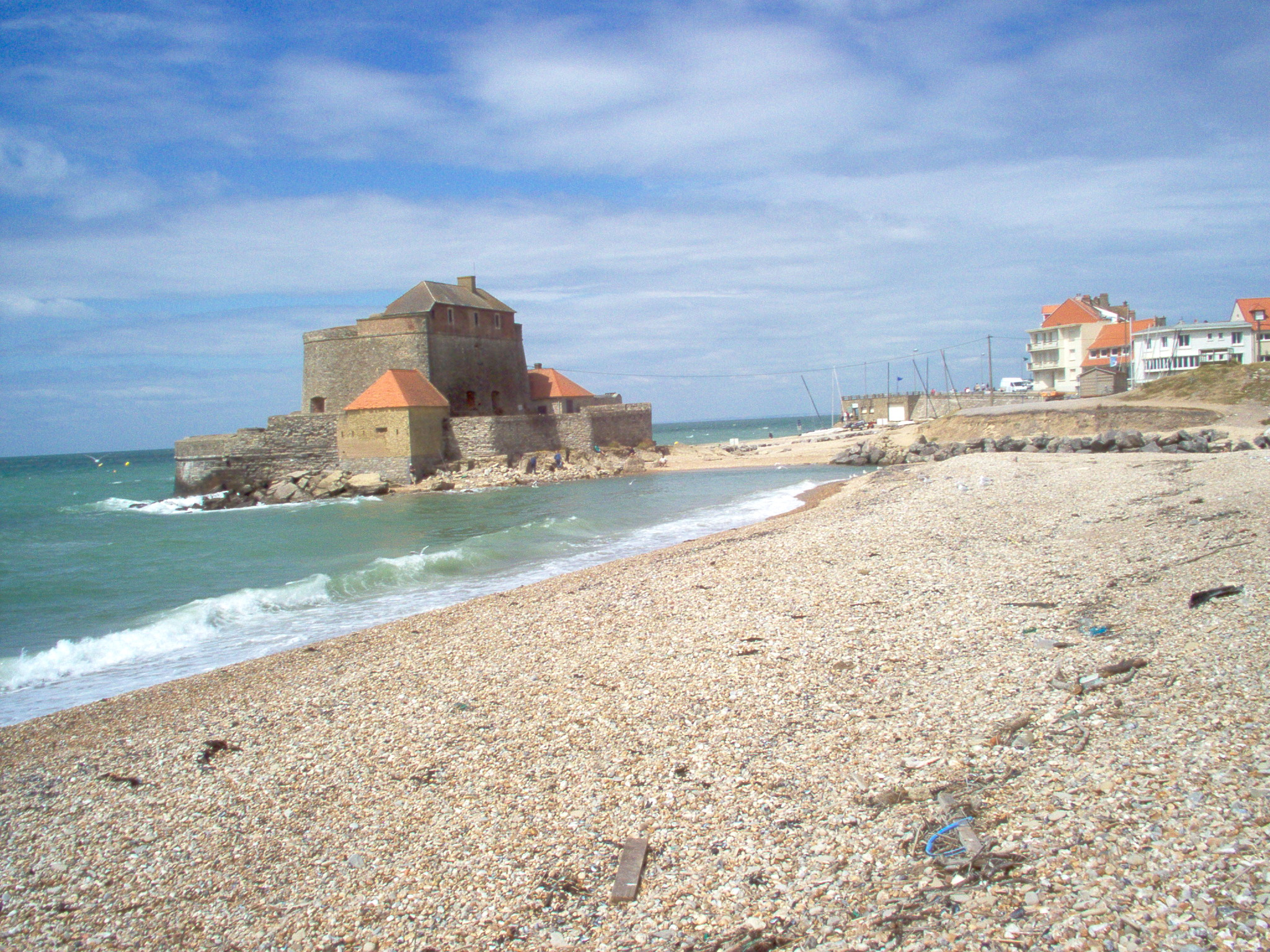
Fort Mahon

## Nabijgelegen kernen
Wimereux, Beuvrequen, Bazinghen, Audresselles